# 菊章
菊章（きくしょう）とは、ボーイスカウト日本連盟における進歩・進級記章の一つ。なお、正式名称は「菊スカウト章」である。

## 概要
ボーイスカウトの活動は「班制教育」「進歩制度」「野外活動」の3つが大きな教育の基本方針になっているが、その進歩制度で青少年が必ず身につけるべき共通のもの（修得課目）が、進級章あるいはスカウト章と呼ばれているバッジシステムである。（進歩制度には、進級章の他に、各人の得意な技能や興味を伸ばすもの（選択課目）として技能章がある。）
現在の進歩制度ではボーイスカウト（中学生年代）の最高位に位置するのが菊章であり、菊章を取得したスカウトは菊スカウトと称され、制服の左胸ポケットに「菊スカウト章」を着用することが許される。（ベンチャースカウト（高校生年代）の最高位は富士スカウト章。）
ボーイスカウトの中ではエリートとされ、取得が困難であるため、県によっては菊章取得者は毎年3〜5％の場合もある。
菊スカウトは隊内では上級班長や班長として班員を指揮監督し、隊や団の行事の企画にも積極的に参画する。
この章は、自隊の隊長が認定し、団委員長を通じて地区組織へ申請し面接を経たあと、県連盟より徽章が贈られる。

## 進歩課目（2024年4月1日施行分）
1級スカウトが菊スカウトになるには、次の項目を修了しなければならない。
1. 基本
  1. ｢ちかい｣と｢おきて｣の実践に努力して、他のスカウトの模範となる｡
  2. 1級スカウト章を取得してから班長、次長、隊付、上級班長として隊運営に６か月以上携わる。
  3. ベーデン・パウエルのラストメッセージを読み、隊長とその内容について話をする。
2. 健康と発達
  1. 自身の体力向上に向けて努力していることについて、隊長と話し合う。
  2. ①AED（自動体外式除細動器)について以下のことが説明できる。
ア)AEDとは何か　イ）どのような時に使用するか　ウ）使用の手順
  3. ②たばこ、アルコール、薬物が人体へ及ぼす害について知る。
3. スカウト技能
  1. 技能章から「野営章」「野外炊事章」を含む合計６個取得する。
  2. 地球環境問題について１つ取り上げ、自分には何ができるかを説明する。
  3. 班キャンプの計画を立てて１泊以上の固定キャンプを実施し、隊長に報告書を提出する。
  4. 自分の住む地域のハザードマップを入手し、他のスカウトや指導者にそこに記載されていることから何がわかり、どのような備えが必要かについて説明する。
4. 奉仕
  1. 団や地域で取り組んでいる奉仕活動に4日（1日1時間以上）参加する。
5. 信仰奨励
  1. 信仰奨励章を取得する。
6. 班長会議
  1. 1級スカウトとして４か月以上、隊および班活動に進んで参加したことを班長会議で認めてもらう。